# Tiếng Anh New Zealand
Tiếng Anh New Zealand (New Zealand English, NZE) là phương ngữ tiếng Anh được sử dụng bởi hầu hết người New Zealand nói tiếng Anh. Mã ngôn ngữ của nó theo tiêu chuẩn ISO và chuẩn Internet là en-New Zealand. Tiếng Anh là ngôn ngữ đầu tiên của phần lớn dân cư nước này.
Tiếng Anh được thiết lập ở New Zealand bởi những người thực dân trong thế kỷ 19. Đây là một trong những "biến thể bản ngữ mới nhất của tiếng Anh, một phương ngữ đã phát triển và trở nên khác biệt chỉ trong 150 năm qua". Những ảnh hưởng đặc biệt nhất đối với tiếng Anh New Zealand là từ tiếng Anh Úc, tiếng Anh ở miền nam nước Anh, tiếng Anh Ireland, tiếng Anh Scotland, giọng Anh chuẩn (RP) uy tín và tiếng Māori. Tiếng Anh New Zealand giống với tiếng Anh Úc nhất là trong phát âm, với một số khác biệt chính.